# Mahenge (Kilolo)
Mahenge ist ein Verwaltungsbezirk (englisch Ward) des Distrikts Kilolo in der tansanischen Region Iringa.

## Geografie
Mahenge ist ein Bezirk auf dem südlichen Hochland von Tansania etwa 65 Kilometer östlich der Regionshauptstadt Iringa. Der Bezirk grenzt im Nordwesten an Ibumu, im Nordosten an Nyanzwa, im Osten an Ruaha Mbuyuni, im Südosten an Udekwa, im Südwesten an Mlafu und im Westen an Ilula und Image. Bei der Volkszählung 2022 lebten 6835 Menschen in 1844 Haushalten auf einer Fläche von 558 Quadratkilometern.

## Gliederung
Der Bezirk besteht aus drei Gemeinden (swahili Mtaa) mit 14 Orten (Kitongoji):
| Mahenge - Kitobola - Lugumba - Mlowa - Mlevela | Irindi - Irindi - Madihila - Madaba - Vikonge - Igeme | Magana - Ihwavi - Itatasangi - Mkengele Chuma - Mkindi - Mkwila |

## Verkehr
Durch den Bezirk verläuft die asphaltierte Nationalstraße T1, die Iringa mit Morogoro verbindet.